# Poder inteligente

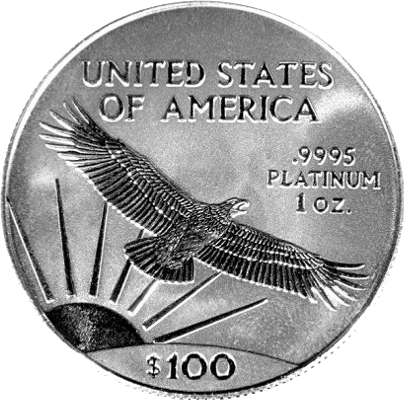
Moneda de plata estadounidense, acuñación 1997.

El término smart power o poder inteligente, en el marco de las relaciones internacionales, hace referencia a las combinaciones de estrategias de poder duro y de poder blando. 
Este concepto es defendido por el Center for Strategic and International Studies como « una aproximación que destaca la necesidad de una armada fuerte y organizada, así como también el establecimiento de todo tipo de alianzas y de asociaciones, tanto entre países como entre instituciones, y a todos los niveles, con el fin principal de extender la influencia estadounidense, y de apoyar la legitimidad y el prestigio del poder americano » .
El concepto de smart power fue oficialmente defendido por la Secretaria de Estado Hillary Clinton, quien afirmó que Estados Unidos no puede ni debe renunciar a su poderío diplomático y militar, pero que desearía romper y alejarse del discurso mesiánico y muchas veces coercitivo que caracterizó a la administración Bush.

## El concepto de poder inteligente

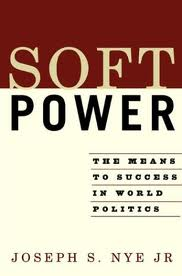
Libro de Joseph Nye titulado 'Soft Power: The Means to Success in World Politics', donde se describe ese concepto de soft power.

Smart power (Poder inteligente), como ya se dijo, es un término usado en política exterior y relaciones internacionales, y definido por Joseph Nye como "la capacidad de combinar hard y soft power para una estrategia vencedora".
De acuerdo con Chester Arthur Crocker, Fen Osler Hampson, y Pamela Aall, el smart power "engloba el uso estratégico de la diplomacia, a través de la persuasión, la capacitación, la proyección de poder e influencia, de modo que los resultados sean rentables y legítimos en cuanto a imagen y a logros sociales obtenidos". En concreto, el poder inteligente reúne tanto la fuerza militar (exhibición de poderío y/o real aplicación) como todas las formas de diplomacia.
El neologismo, que comenzó a cobrar notoriedad en forma contemporánea a la invasión de Irak de 2003, parte junto con la política externa neoconservadora de George W. Bush, y fue visto como una alternativa liberal a la misma, pues entre otras cosas sus adherentes prefieren y priorizan para que sean las organizaciones internacionales las que desempeñen un rol importante. El smart power o poder inteligente también es visto como una alternativa al soft power o poder blando, pues este último aplicado sin el complemento del poder duro, refuerza estereotipos de políticas demócratas que en muchos casos fueron y son percibidas como de medio camino y con resultados concretos poco convincentes.
Según la revista Foreign Policy, hay debate sobre quién tiene el crédito de haber acuñado el término, aunque una candidata en este sentido es Suzanne Nossel, que en 2004 escribió un artículo titulado "Smart Power" en la revista estadounidense Foreign Affairs. 
No obstante, Antony Blinken, consejero de seguridad nacional y actualmente vinculado al vicepresidente de Estados Unidos, también es reconocido por algunos por mencionar el término en uno de sus discursos, y esto antes que lo usara Suzanne Nossel. Por su parte y en el inicio del año 2004, Joseph Nye utilizó el término y el concepto de smart power en su libro Soft Power: The Means to Success in World Politics, y lo popularizó en forma definitiva junto al CSIS, como parte del proyecto Smart Power Initiative. El término también figura en el propio título del libro Smart Power: Toward a Prudent Foreign Policy for America, de Ted Galen Carpenter, editado en el año 2008.

## Uso de este término por parte de Hillary Clinton
El término de poder inteligente ganó notoriedad cuando la senadora de Nueva York, Hillary Clinton, lo utilizó con frecuencia durante su audiencia de aceptación en el senado estadounidense, el 13 de enero de 2009, en relación con el cargo de la Secretaría de Estado de Estados Unidos, ya durante la administración del presidente Barack Obama.

Debemos usar lo que ha sido llamado smart power — la gama completa de herramientas a nuestra disposición — tanto diplomáticas, económicas y militares, como políticas y culturales, escogiendo la herramienta más acertada, o la combinación de las mismas, para cada situación. Con el smart power, la diplomacia será la vanguardia de la política externa.

Suzanne Nossel quedó impresionada con el argumento de Hillary Clinton, declarando que: "Ella logrará tornar legal al soft power". Dos especialistas entrevistados por la red de noticias norteamericana Fox News, criticaron el eslogan, mas varios analistas, incluidos Joseph Nye y obviamente también Suzanne Nossel, fueron favorables a este planteamiento.
La performance y agilidad de Hillary Clinton y su orientación en política exterior, contrastó con el estilo de Condoleezza Rice, cuando esta última aplicaba la llamada estrategia de diplomacia transformacional.